# Soncourt
Soncourt – miejscowość i gmina we Francji, w regionie Grand Est, w departamencie Wogezy.
Według danych na rok 1990 gminę zamieszkiwało 80 osób, a gęstość zaludnienia wynosiła 20 osób/km² (wśród 2335 gmin Lotaryngii Soncourt plasuje się na 965. miejscu pod względem liczby ludności, natomiast pod względem powierzchni na miejscu 1095.).